# Ситаево
Ситаево (укр. Новомосковське, до 2016 г. — Новомосковское) — село в Гуровской сельской общине Кропивницкого района Кировоградской области Украины.
До 2020 года входило в Долинский район
Население по переписи 2001 года составляло 17 человек. Почтовый индекс — 28510. Телефонный код — 5234. Занимает площадь 0,388 км². Код КОАТУУ — 3521981302.